# Chiron hovanus
Chiron hovanus là một loài bọ cánh cứng trong họ Bọ hung (Scarabaeidae).